# Vidutis
Vidutis ist ein litauischer männlicher Vorname, eine Verniedlichungsform von Vidas.

## Personen
- Vidutis Pranciškus Kamaitis (1938–2024), Sportler und Politiker, Vizebürgermeister von Vilnius